# Mugur Isărescu
Mugur Isărescu (Drăgășani, Vâlcea megye, 1949. augusztus 1. –) román közgazdász politikus. 1999–2000 között Románia miniszterelnöke, 1990 szeptembere óta a Román Nemzeti Bank (Banca Națională a României) elnöke. Nevéhez fűződik az infláció megfékezése, a lej stabilizálása, konvertibilissé tétele, a 2005-ös új lej bevezetése. A Román Akadémia, a Római Klub és a Háromoldalú Bizottság (Trilateral Commission) tagja.

## Pályája
1971-ben végzett a bukaresti közgazdasági egyetemen. Ezután 19 éven keresztül az Institutul de Economie Internațională („Nemzetközi Gazdasági Intézet”) volt a munkahelye. Az 1989-es forradalom után a külügyminisztériumba került, majd Románia amerikai nagykövete volt. 1990 szeptemberében lett a Román Nemzeti Bank elnöke, ezt a pozíciót azóta is megtartotta (eltekintve egy rövid időszaktól, amikor miniszterelnök volt). 1999. december 16-án iktatták be miniszterelnöknek, 2000 novemberében köszönt le, amikor a kormányzó koalíció elveszítette a választásokat. 2000 novemberében indult az elnökválasztáson, de csak 4. helyen futott be mintegy 9%-nyi szavazattal.
Bár csak egy évig kormányzott, ő kezdte meg a tárgyalásokat Románia EU-tagságáról, és a csatlakozáshoz kapcsolódóan fontos reformokat indított be, melyet utódai, Adrian Năstase és Călin Popescu-Tăriceanu folytattak (Románia 2007. január 1-jén csatlakozott az Európai Unióhoz).
A Nemzeti Bank eddigi 15 éves irányítása során sikerült megőriznie függetlenségét az éppen regnáló kormányoktól. Sokan úgy vélik, megmentette Románia gazdaságát egy a Bulgáriáéhoz hasonló összeomlástól, az arany- és eurótartalékokat a szükségesnél nagyobb szinten tartva, az inflációt 10% alá szorítva és az új lejt bevezetve.

## Fordítás
- Ez a szócikk részben vagy egészben  a   Mugur Isărescu című angol Wikipédia-szócikk ezen változatának fordításán alapul.  Az eredeti cikk szerkesztőit annak laptörténete sorolja fel. Ez a jelzés csupán a megfogalmazás eredetét és a szerzői jogokat jelzi, nem szolgál a cikkben szereplő információk forrásmegjelöléseként.